# Diferenciação de funções trigonométricas
| Função                     | Derivada                                      |
| -------------------------- | --------------------------------------------- |
| {\displaystyle \sin(x)}    | {\displaystyle \cos(x)}                       |
| {\displaystyle \cos(x)}    | {\displaystyle -\sin(x)}                      |
| {\displaystyle \tan(x)}    | {\displaystyle \sec ^{2}(x)}                  |
| {\displaystyle \cot(x)}    | {\displaystyle -\csc ^{2}(x)}                 |
| {\displaystyle \sec(x)}    | {\displaystyle \sec(x)\tan(x)}                |
| {\displaystyle \csc(x)}    | {\displaystyle -\csc(x)\cot(x)}               |
| {\displaystyle \arcsin(x)} | {\displaystyle {\frac {1}{\sqrt {1-x^{2}}}}}  |
| {\displaystyle \arccos(x)} | {\displaystyle {\frac {-1}{\sqrt {1-x^{2}}}}} |
| {\displaystyle \arctan(x)} | {\displaystyle {\frac {1}{x^{2}+1}}}          |

A diferenciação de funções trigonométricas é o processo matemático de encontrar a taxa na qual a função trigonométrica varia em relação a uma variável, isto é, a derivada da função trigonométrica. 
Funções comuns incluen sin(x), cos(x) e tan(x). Por exemplo, na diferenciação de f(x) = sin(x), calculamos a função f ′(x), que é a taxa de variação de sin(x) num certo ponto a. O valor da taxa de variação em a é portando dada por f ′(a).
Para calcular as derivadas de funções trigonométricas, é necessário ter conhecimento básico de diferenciação, além de conhecimento no uso de identidades trigonométricas e limites. Todas funções envolvem a variável arbitrária x, com todas diferenciações realizadas em relação a x.
Ao encontrarmos as derivadas das funções sin(x) e cos(x), podemos calcular as derivadas das outras funções trigonométricas com facilidade, devido ao fato delas poderem ser expressas em termos de seno e cosseno; a regra do quociente é utilizada para o cálculo de tais derivadas. As provas das derivadas das funções sin(x) e cos(x) são dadas na seção de provas. Encontrar as derivadas de funções trigonométricas inversas envolve diferenciação implícita e as derivadas das funções trigonométricas regulares, que são dadas na seção de provas.

## Derivadas das funções trigonométricas e suas inversas
{\displaystyle \left(\sin(x)\right)'=\cos(x)}
{\displaystyle \left(\cos(x)\right)'=-\sin(x)}
{\displaystyle \left(\tan(x)\right)'=\left({\frac {\sin(x)}{\cos(x)}}\right)'={\frac {\cos ^{2}(x)+\sin ^{2}(x)}{\cos ^{2}(x)}}={\frac {1}{\cos ^{2}(x)}}=\sec ^{2}(x)}
{\displaystyle \left(\cot(x)\right)'=\left({\frac {\cos(x)}{\sin(x)}}\right)'={\frac {-\sin ^{2}(x)-\cos ^{2}(x)}{\sin ^{2}(x)}}=-(1+\cot ^{2}(x))=-\csc ^{2}(x)}
{\displaystyle \left(\sec(x)\right)'=\left({\frac {1}{\cos(x)}}\right)'={\frac {\sin(x)}{\cos ^{2}(x)}}={\frac {1}{\cos(x)}}.{\frac {\sin(x)}{\cos(x)}}=\sec(x)\tan(x)}
{\displaystyle \left(\csc(x)\right)'=\left({\frac {1}{\sin(x)}}\right)'=-{\frac {\cos(x)}{\sin ^{2}(x)}}=-{\frac {1}{\sin(x)}}.{\frac {\cos(x)}{\sin(x)}}=-\csc(x)\cot(x)}
{\displaystyle \left(\arcsin(x)\right)'={\frac {1}{\sqrt {1-x^{2}}}}}
{\displaystyle \left(\arccos(x)\right)'={\frac {-1}{\sqrt {1-x^{2}}}}}
{\displaystyle \left(\arctan(x)\right)'={\frac {1}{x^{2}+1}}}

## Provas das derivadas das funções seno e coseno

### Limite de sin(θ)/θparaθ→ 1
Considere a circunferência unitária exibida na imagem. Assuma que o ângulo θ, feito pelos raios OB e OC seja pequeno, e.g. menor que π/2 radianos, i.e. 90°. Seja T1 o triângulo com vértices O, B e C. Seja S o setor circular dado pelos raios OB e OC (i.e. a "fatia" dada cortando-se ao longo das retas OB e OC). Seja T2 o triângulo com vértices O, B e D. Claramente, a área de T1 é menor que a área de S, que por sua vez é menor que a área de T2, i.e. área(T1) < área(S) < área(T2).
A área do triângulo é dada pela metade do produto entre sua base e sua altura. Usando u para denotar a unidade de medida utilizada, encontramos que a área de T1 é exatamente 1⁄2 × ||OB|| × ||CA|| = 1⁄2 × 1 × sin(θ) = 1⁄2·sin(θ) u2. A área do setor circular S é exatamente 1⁄2·θ u2. Finalmente, a área do triângulo T2 é exatamente 1⁄2 × ||OB|| × ||BD|| = 1⁄2·tan(θ) u2.  
Como área(T1) < área(S) < área(T2) encontramos que, para um θ pequeno,
{\displaystyle {\frac {1}{2}}\sin \theta <{\frac {1}{2}}\theta <{\frac {1}{2}}\tan \theta \,.}
(Lembre-se que tan(θ) = sin(θ)/cos(θ).) Se isto é verdade, então multiplicando por 2 temos sin(θ) < θ < tan(θ). Invertendo os termos, também invertemos as desigualdades, e.g. 2 < 3 enquanto 1⁄2 > 1⁄3. Segue-se que
{\displaystyle {\frac {1}{\sin \theta }}>{\frac {1}{\theta }}>{\frac {\cos \theta }{\sin \theta }}\,.}
Como θ é pequeno, e portanto menor que π/2 radianos, i.e. 90°, segue-se que sin(θ) > 0. Podemos multiplicar ambos lados por sin(θ), que é positivo, sem alterar a desigualdade; portanto:
{\displaystyle 1>{\frac {\sin \theta }{\theta }}>\cos \theta \,.}
Isto nos diz que para um θ muito pequeno, sin(θ)/θ é menor que um, mas maior que  cos(θ). Porém, com θ diminuindo, cos(θ) cresce e se aproxima de 1 (see the cosine graph). A desigualdade nos diz que sin(θ)/θ é sempre menor que 1 e maior que cos(θ); mas conforme 'θ diminui, cos(θ) se aproxima de 1. Portanto, sin(θ)/θ é "esmagado" (ver teorema do confronto por 1 e cos(θ) quando θ decresce. Isto faz com que sin(θ)/θ se aproxime a 1.

### Limite de [cos(θ) – 1]/θparaθ→ 0
Esta última seção nos permite calcular este novo limite com facilidade. Sabemos que
{\displaystyle \lim _{\theta \to 0}\left({\frac {\cos \theta -1}{\theta }}\right)=\lim _{\theta \to 0}\left[\left({\frac {\cos \theta -1}{\theta }}\right)\left({\frac {\cos \theta +1}{\cos \theta +1}}\right)\right]=\lim _{\theta \to 0}\left({\frac {\cos ^{2}\theta -1}{\theta (\cos \theta +1)}}\right).}
A identidade sin2θ + cos2θ = 1 nos diz que cos2θ – 1 = –sin2θ.
Usando isto, o fato de o limite do produto ser o produto do limite, e o resultado da última seção, encontramos
{\displaystyle \lim _{\theta \to 0}\left({\frac {\cos \theta -1}{\theta }}\right)=\lim _{\theta \to 0}\left({\frac {-\sin ^{2}\theta }{\theta (\cos \theta +1)}}\right)=\lim _{\theta \to 0}\left({\frac {-\sin \theta }{\theta }}\right)\times \lim _{\theta \to 0}\left({\frac {\sin \theta }{\cos \theta +1}}\right)=(-1)\times {\frac {0}{2}}=0\,.}

### Derivada da função seno
Para calcular a derivada da função seno, sin(θ), usamos princípios básicos de derivação. Por definição:
{\displaystyle {\frac {\operatorname {d} }{\operatorname {d} \!\theta }}\,\sin \theta =\lim _{\delta \to 0}\left({\frac {\sin(\theta +\delta )-\sin \theta }{\delta }}\right).}
Usando a conhecida fórmula sin(α+β) = sin(α)cos(β) + sin(β)cos(α) e os limites calculados acima, encontramos que
{\displaystyle {\frac {\operatorname {d} }{\operatorname {d} \!\theta }}\,\sin \theta =\lim _{\delta \to 0}\left({\frac {\sin \theta \cos \delta +\sin \delta \cos \theta -\sin \theta }{\delta }}\right)=\lim _{\delta \to 0}\left[\left({\frac {\sin \delta }{\delta }}\cos \theta \right)+\left({\frac {\cos \delta -1}{\delta }}\sin \theta \right)\right]=(1\times \cos \theta )+(0\times \sin \theta )=\cos \theta \,.}

### Derivada da função coseno
Para calcular a derivada da função cosseno, cos(θ) usamos princípios básicos de diferenciação. Por definição:
{\displaystyle {\frac {\operatorname {d} }{\operatorname {d} \!\theta }}\,\cos \theta =\lim _{\delta \to 0}\left({\frac {\cos(\theta +\delta )-\cos \theta }{\delta }}\right).}
Usando a conhecida fórmula cos(α+β) = cos(α)cos(β) – sin(α)sin(β) e os dois limites calculados acima, encontramos que 
{\displaystyle {\frac {\operatorname {d} }{\operatorname {d} \!\theta }}\,\cos \theta =\lim _{\delta \to 0}\left({\frac {\cos \theta \cos \delta -\sin \theta \sin \delta -\cos \theta }{\delta }}\right)=\lim _{\delta \to 0}\left[\left({\frac {\cos \delta -1}{\delta }}\cos \theta \right)-\left({\frac {\sin \delta }{\delta }}\sin \theta \right)\right]=(0\times \cos \theta )-(1\times \sin \theta )=-\sin \theta \,.}

## Provas das derivadas das funções trigonométricas inversas
Nas provas abaixo, igualamos y a função trigonométrica inversa que queremos derivar. Usando diferenciação implícita e resolvendo para dy/dx, a derivada da função inversa é encontrada em termos de y. Para converter dy/dx de volta em termos de x, podemos desenhar um triângulo de referência na circunferência unitária, igualando θ a y. Usando o teorema de Pitágoras e as definições das funções básicas trigonométricas, podemos finalmente expressar dy/dx em termos de x.

### Diferenciando a inversa da função seno
Fazemos
{\displaystyle y=\arcsin x\,\!}
Onde
{\displaystyle -{\frac {\pi }{2}}\leq y\leq {\frac {\pi }{2}}}
Então
{\displaystyle \sin y=x\,\!}
Usando diferenciação implícita e resolvendo para dy/dx:
{\displaystyle {d \over dx}\sin y={d \over dx}x}
{\displaystyle {dy \over dx}\cos y=1\,\!}
Substituindo {\displaystyle \cos y={\sqrt {1-\sin ^{2}y}}} acima,
{\displaystyle {dy \over dx}{\sqrt {1-\sin ^{2}y}}=1}
Substituindo {\displaystyle x=\sin y} acima,
{\displaystyle {dy \over dx}{\sqrt {1-x^{2}}}=1}
{\displaystyle {dy \over dx}={\frac {1}{\sqrt {1-x^{2}}}}}

### Diferenciando a inversa da função cosseno
Fazemos
{\displaystyle y=\arccos x\,\!}
Onde
{\displaystyle 0\leq y\leq \pi }
Então
{\displaystyle \cos y=x\,\!}
Usando diferenciação implícita e resolvendo para dy/dx:
{\displaystyle {d \over dx}\cos y={d \over dx}x}
{\displaystyle -{dy \over dx}\sin y=1}
Substituindo {\displaystyle \sin y={\sqrt {1-\cos ^{2}y}}\,\!} acima, temos
{\displaystyle -{dy \over dx}{\sqrt {1-\cos ^{2}y}}=1}
Substituindo {\displaystyle x=\cos y\,\!} acima, temos
{\displaystyle -{dy \over dx}{\sqrt {1-x^{2}}}=1}
{\displaystyle {dy \over dx}=-{\frac {1}{\sqrt {1-x^{2}}}}}

### Diferenciando a função tangente inversa
Fazemos
{\displaystyle y=\arctan x\,\!}
Onde
{\displaystyle -{\frac {\pi }{2}}<y<{\frac {\pi }{2}}}
Então
{\displaystyle \tan y=x\,\!}
Usando diferenciação implícita e resolvendo para dy/dx:
{\displaystyle {d \over dx}\tan y={d \over dx}x}
{\displaystyle {dy \over dx}\sec ^{2}y=1}
Derivando e substituindo em {\displaystyle 1+\tan ^{2}y=\sec ^{2}y\,\!} dada a expressão acima,
{\displaystyle {dy \over dx}(1+\tan ^{2}y)=1}
Substituindo {\displaystyle x=\tan y\,\!} acima,
{\displaystyle {dy \over dx}(1+x^{2})=1}
{\displaystyle {dy \over dx}={\frac {1}{1+x^{2}}}}